# Dhritarashtra
En el texto épico Mahābhārata, el rey Dhritarashtra era el hijo de Ambika, la primera esposa del rey Vichitra Viria.
- dhṛta-rāṣṭra, en el sistema AITS (alfabeto internacional de transliteración sánscrita).
- धृतराष्ट्र, en escritura devánagari.
- Etimología: ‘reino firme’, un rey poderoso; siendo djrita: ‘firme’ y rashtra: ‘reino’.

Su padre biológico era el sabio Viasa, hermano de Vichitra Viria.
Este ciego rey de Jastina Pura (la ciudad fundada por Jastin, el rey hijo de Sujotra, de la dinastía lunar) fue padre de cien hijos con su esposa Gandhari.
Esos hijos fueron conocidos como los Kauravas o Kurus.
Duriodhana y Duj Shásana (‘duro instructor’) fueron sus dos primeros hijos.

## Datación de su leyenda
En el Rig-veda (el texto más antiguo de la India, de mediados del II milenio a. C.) no se menciona a Dhritarashtra ni a los otros personajes que le acompañan (como el dios Krisná, los hermanos Pándavas, etc.).
La primera aparición de Dhritarashtra se encuentra en el texto épico-religioso Majábharata (siglo III a. C.).

## Nacimiento
Después de la muerte de Vichitra Viria, su madre Satiávati envió a su primer hijo, Viasa.
De acuerdo con los deseos de su madre, para que su hermano muerto tuviera alguna descendencia, Viasa tuvo relaciones sexuales con las dos esposas de Vichitra Viria (en dos noches diferentes).
Ambika tuvo un hijo ciego, Dhritarashtra, entonces se llegó a la conclusión de que ella habría cerrado los ojos para no ver la fea desnudez de Viasa cuando éste visitó la tienda de la reina viuda.
Ambalika tuvo un hijo albino, Pandú (‘pálido’), por lo que se llegó a la conclusión de que ella no habría querido cerrar los ojos y habría empalidecido de espanto.
Luego del nacimiento del ciego Dritá Rastra, Satiávati envió a Viasa por tercera vez para copular con Ambika, pero esta no podía soportar la idea del sexo con el horrible sabio, entonces envió a su esclava (cuyo nombre no se registró en la leyenda). Esta esclava tuvo un hijo normal, Vidura, por lo que se llegó a la conclusión de que ella habría sido muy complaciente con el santo varón.
A pesar de sus excelentes cualidades (y de que era una encarnación del dios Iāma), Vidura no pudo ser el rey de Hastinapura debido a su bajo nacimiento. Pandu —a pesar de su condición cutánea (¿albinismo?)— fue rey. Y luego de la muerte de Pandu, Dhritarashtra se convirtió en rey de Hastinapura.

## El mal hijo
Cuando su primer hijo Duriodhana se convirtió en enemigo de los hermanos Pándavas (hijos de Pandú), se consideró que Vidura y Bhishmá habrían percibido malos augurios y le habrían pedido a Dhritarashtra que lo matara, pero que el amor de padre de Dhritarashtra se lo impidió.

### La crisis por la sucesión
Duriodhana quería ser el heredero, pero Dhritarashtra tuvo que considerar al mayor de los Pándavas, Iudistira, porque era mayor que Duriodhana.
Como solución, el abuelo Bhishmá sugirió que partieran el reino de Hastinapura en dos partes.
Dhritarashtra le dio a Iudistira la mitad del gran Kurukshetra (‘el campo de los Kurus’), aunque le dio la peor parte, una zona de bosques deshabitados y llamados Khandavá (‘azúcar cande’), que habían sido sagrados para el antiquísimo rey-dios Indra y que sería quemado por Agní (el dios del fuego), ayudado por Áryuna y su primo Krisná.
Dhritarashtra siguió reinando en la mejor parte del reino, para que un día su hijo Duriodhana lo heredara.

### El juego de dados
Dhritarashtra fue uno de los muchos hombres que estuvieron presentes cuando Iudistira perdió el juego de dados contra Shakuni, Duriodhana, Duj Shasana y Karna.
En cada tiro, el rey perdió todo: su reino, su riqueza, sus hermanos, a sí mismo y finalmente su esposa.
Dhritarashtra no intervino cuando su hijo Dushasana trató de desnudar en público a Draupadī (la esposa de los cinco hermanos Pándava) en frente de toda la corte.
Finalmente, el ciego monarca temió la venganza de los poderosos Pándavas contra sus hijos, entonces les devolvió todo lo que Iudistira había perdido.
Sin embargo, Shakuni desafió a Iudistira una vez más, y Iudistira volvió a perderlo todo.
Esta vez, los Pándavas fueron forzados al exilio durante 13 años.
Varios mayores le advirtieron a Dhritarashtra que los Pándavas nunca olvidarían esta humillación.

## La batalla de Kurukshetra
El sabio Viasa bendijo a Sañyaia, el auriga de Dhritarashtra, con la habilidad de ver el pasado, el presente y el futuro, para poder narrar a la distancia los sucesos de la Guerra de Kurukshetra, entre los Kauravas (los hijos de Dhritarashtra) y los Pándavas.
El primer verso del Bhagavad-gītā es una pregunta de Dhritarashtra a Sañyaia pidiéndole que le cuente qué está sucediendo en el campo de batalla.
La angustia de Dhritarashtra crecia día a día, a medida que Bhima fue vengándose de todos sus cien hijos, uno por uno. Sañyaia a veces consolaba al desesperado rey, pero cada vez le recordaba que la religión estaba del lado de los Pándavas, y que no había medios humanos para ganar una guerra contra Krisná y Aryuna.

### Dhritarashtra aplasta la estatua de Bhima
Al final de los 18 días de batalla, Dhritarashtra estaba enloquecido de dolor por haber perdido a sus cien hijos en manos de Bhima.
Cuando el rey ciego se encontró con los Pándavas, quienes habían venido a pedirle bendiciones para ascender al trono que habían ganado por la fuerza, él los abrazó uno por uno. Pero cuando llegó el turno de Bhima, Krisná recordó que el rey ciego tenía la fuerza de 100 000 elefantes, por una bendición que le había dado su padre Viasa.
Entonces Krisná quitó a Bhima y en su lugar puso una estatua de entrenamiento con la exacta forma de Bhima (que Duriodhana mantenía para prepararse a luchar contra él con la maza).
Cuando Dritá Rastra abrazó la estatua, recordó que el fortísimo hombre que estaba abrazando era el asesino de todos sus cien hijos, y su ira explotó. El abrazo fue tan fuerte que la estatua de piedra quedó reducida a polvo.
Cuando se calmó, le explicaron que había sido engañado y que Bhima seguía vivo.
Fingió entonces que recuperaba su compostura, pero maldijo a los hermanos, pero su bendición no tuvo ningún efecto (esa es una de las enseñanzas de Majábharata en contra de las enseñanzas de los textos védicos, más antiguos).

## Años finales y muerte
Iudistira fue coronado rey tanto de Indraprastha como de Jastina Pura.
La guerra había acabado con los varones de toda la India.
Según el texto, en los 18 días de esa única batalla murieron 3.936.600 soldados
Iudistira una vez más mostró su amabilidad cuando decidió que el rey del reino Kuru debía ser Drita Rastra.
Le ofreció al rey ciego el respeto completo y la deferencia que se le da a una persona mayor, a pesar de su maldad y de haber criado tan mal a sus cien hijos.
Después de muchos años como rey de Hastinapura, Dhritarashtra se fue —junto con su esposa Gandhari, su cuñada Kunti (la madre de los Pándavas) y su hermano Vidura el Shudrá— en un viaje final a los Himalayas.
Se cree que murieron en un incendio forestal.

## Dhritarashtra en la cultura
- En la serie india de 1988 Mahabharat, dirigida por B. R. Chopra, Dhritarashtra fue interpretado por Girja Shankar.
- En la miniserie estadounidense de 1989 The Mahābhārata, dirigida por Peter Brook, Dritá Rastra fue interpretado por el actor polaco Ryszard Cieslak.
- Dhrutrastra es un personaje de la obra de teatro sánscrita Urubhangam, de Maha Kavi Bhasa.